# 2016-os női kézilabda-Európa-bajnokság (selejtező)
Ez a szócikk ismerteti a 2016-os női kézilabda-Európa-bajnokság selejtezőjét.

## Lebonyolítás
A sorsolást Bécsben tartották 2015. március 24-én. A svéd válogatott, mint a rendező ország csapata automatikus résztvevője a tornának, míg a címvédő norvég csapatnak selejteznie kell.
32 csapat nevezett az Európa-bajnokságra, akik közül hat csapat vett részt a kvalifikáció első fázisában. Ezt a hat csapatot két háromcsapatos csoportra osztották, és a körmérkőzések után a két csoportgyőztes került a kvalifikáció második fázisába a 26 többi csapat közé.
A második fázisban a 28 csapatot hét négycsapatos csoportba sorolták, ahol oda-visszavágós körmérkőzést játszanak egymással a csapatok, és a csoportok első két helyezettje jut ki az Európa-bajnokságra. Ezen kívül kvalifikálja még magát a legjobb csoportharmadik is.

## 1. fázis
A mérkőzéseket 2015. június 12-14. között bonyolították le, a csoportok győztesei jutottak a második fázisba.

### A csoport
| #  | Csapat       | M | Gy | D | V | G+ | G– | Gk  | P |
| -- | ------------ | - | -- | - | - | -- | -- | --- | - |
| 1. | Bulgária     | 2 | 2  | 0 | 0 | 63 | 50 | +13 | 4 |
| 2. | Azerbajdzsán | 2 | 1  | 0 | 1 | 57 | 60 | –3  | 2 |
| 3. | Feröer       | 2 | 0  | 0 | 2 | 50 | 60 | –10 | 0 |

| 2015. június 12. 18:00 | Bulgária   | 31–22       | Feröer      | Orlovetz Hall, Gabrovo Nézőszám: 1,000 Játékvezetők: Ilieva, Karbeska (MKD) |
| 2015. június 12. 18:00 | Dobreva 11 | (12–10)     | Samuelsen 7 | Orlovetz Hall, Gabrovo Nézőszám: 1,000 Játékvezetők: Ilieva, Karbeska (MKD) |
| 2015. június 12. 18:00 | 1× 3×      | Jegyzőkönyv | 3× 3×       | Orlovetz Hall, Gabrovo Nézőszám: 1,000 Játékvezetők: Ilieva, Karbeska (MKD) |

| 2015. június 13. 18:00 | Feröer       | 28–29       | Azerbajdzsán | Orlovetz Hall, Gabrovo Nézőszám: 300 Játékvezetők: Ilieva, Karbeska (MKD) |
| 2015. június 13. 18:00 | Samuelsen 10 | (14–14)     | Tankaskaya 7 | Orlovetz Hall, Gabrovo Nézőszám: 300 Játékvezetők: Ilieva, Karbeska (MKD) |
| 2015. június 13. 18:00 | 6× 3×        | Jegyzőkönyv | 4× 3× 1×     | Orlovetz Hall, Gabrovo Nézőszám: 300 Játékvezetők: Ilieva, Karbeska (MKD) |

| 2015. június 14. 18:00 | Azerbajdzsán | 28–32       | Bulgária              | Orlovetz Hall, Gabrovo Nézőszám: 850 Játékvezetők: Ilieva, Karbeska (MKD) |
| 2015. június 14. 18:00 | Tankaskaya 7 | (12–13)     | Bogdanova, Omoregie 8 | Orlovetz Hall, Gabrovo Nézőszám: 850 Játékvezetők: Ilieva, Karbeska (MKD) |
| 2015. június 14. 18:00 | 3× 3×        | Jegyzőkönyv | 2× 3×                 | Orlovetz Hall, Gabrovo Nézőszám: 850 Játékvezetők: Ilieva, Karbeska (MKD) |

### B csoport
| #  | Csapat     | M | Gy | D | V | G+ | G– | Gk  | P |
| -- | ---------- | - | -- | - | - | -- | -- | --- | - |
| 1. | Finnország | 2 | 2  | 0 | 0 | 53 | 42 | +11 | 4 |
| 2. | Izrael     | 2 | 1  | 0 | 1 | 47 | 47 | 0   | 2 |
| 3. | Koszovó    | 2 | 0  | 0 | 2 | 40 | 51 | –11 | 0 |

| 2015. június 12. 19:00 | Koszovó | 19–27       | Finnország | Sisu Arena, Karis Nézőszám: 360 Játékvezetők: Markovska, Vutov (BUL) |
| 2015. június 12. 19:00 | Beka 7  | (6–12)      | Roos 7     | Sisu Arena, Karis Nézőszám: 360 Játékvezetők: Markovska, Vutov (BUL) |
| 2015. június 12. 19:00 | 4× 2×   | Jegyzőkönyv | 4× 2×      | Sisu Arena, Karis Nézőszám: 360 Játékvezetők: Markovska, Vutov (BUL) |

| 2015. június 13. 16:00 | Izrael   | 24–21       | Koszovó | Sisu Arena, Karis Nézőszám: 80 Játékvezetők: Markovska, Vutov (BUL) |
| 2015. június 13. 16:00 | Vikrat 7 | (9–8)       | Rama 5  | Sisu Arena, Karis Nézőszám: 80 Játékvezetők: Markovska, Vutov (BUL) |
| 2015. június 13. 16:00 | 1× 2× 1× | Jegyzőkönyv | 5× 3×   | Sisu Arena, Karis Nézőszám: 80 Játékvezetők: Markovska, Vutov (BUL) |

| 2015. június 14. 12:00 | Finnország | 26–23       | Izrael             | Sisu Arena, Karis Nézőszám: 320 Játékvezetők: Markovska, Vutov (BUL) |
| 2015. június 14. 12:00 | Lindholm 9 | (18–15)     | Turgeman, Vikrat 6 | Sisu Arena, Karis Nézőszám: 320 Játékvezetők: Markovska, Vutov (BUL) |
| 2015. június 14. 12:00 | 4× 3×      | Jegyzőkönyv | 2× 3×              | Sisu Arena, Karis Nézőszám: 320 Játékvezetők: Markovska, Vutov (BUL) |

## 2. fázis
A sorsolást 2015. április 9-én tartották Kristianstadban.

### Kiemelés
| Pot 1                                                                                  | Pot 2                                                                                       | Pot 3                                                                                | Pot 4                                                                           |
| -------------------------------------------------------------------------------------- | ------------------------------------------------------------------------------------------- | ------------------------------------------------------------------------------------ | ------------------------------------------------------------------------------- |
| Norvégia · Montenegró · Dánia · Magyarország · Szerbia · Franciaország · Spanyolország | Németország · Románia · Lengyelország · Oroszország · Hollandia · Csehország · Horvátország | Szlovákia · Ukrajna · Izland · Macedónia · Törökország · Fehéroroszország · Ausztria | Szlovénia · Portugália · Svájc · Olaszország · Litvánia · Bulgária · Finnország |

### 1-es csoport
| #  | Csapat           | M | Gy | D | V | G+  | G–  | Gk  | P  |
| -- | ---------------- | - | -- | - | - | --- | --- | --- | -- |
| 1. | Norvégia         | 6 | 5  | 0 | 1 | 178 | 128 | +50 | 10 |
| 2. | Románia          | 6 | 4  | 0 | 2 | 150 | 137 | +13 | 8  |
| 3. | Fehéroroszország | 6 | 3  | 0 | 3 | 159 | 168 | –9  | 6  |
| 4. | Litvánia         | 6 | 0  | 0 | 6 | 140 | 194 | –54 | 0  |

| 2015. október 7. 19:00 | Norvégia | 35–24       | Fehéroroszország | Trondheim Spektrum, Trondheim Nézőszám: 3,160 Játékvezetők: Antić, Jakovljević (SRB) |
| 2015. október 7. 19:00 | Løke 7   | (19–13)     | Neszteruk 7      | Trondheim Spektrum, Trondheim Nézőszám: 3,160 Játékvezetők: Antić, Jakovljević (SRB) |
| 2015. október 7. 19:00 | 2× 2×    | Jegyzőkönyv | 5× 3×            | Trondheim Spektrum, Trondheim Nézőszám: 3,160 Játékvezetők: Antić, Jakovljević (SRB) |

| 2015. október 8. 19:00 | Románia | 29–20       | Litvánia         | Traian Sports Hall, Râmnicu Vâlcea Nézőszám: 3,000 Játékvezetők: Madsen, Mortensen (DEN) |
| 2015. október 8. 19:00 | Neagu 8 | (16–10)     | Bernatavičiūtė 6 | Traian Sports Hall, Râmnicu Vâlcea Nézőszám: 3,000 Játékvezetők: Madsen, Mortensen (DEN) |
| 2015. október 8. 19:00 | 4× 2×   | Jegyzőkönyv | 4× 3×            | Traian Sports Hall, Râmnicu Vâlcea Nézőszám: 3,000 Játékvezetők: Madsen, Mortensen (DEN) |

| 2015. október 11. 13:00 | Litvánia         | 21–28       | Norvégia | Kaunas Sports Hall, Kaunas Nézőszám: 850 Játékvezetők: Bonifert, Oláh (HUN) |
| 2015. október 11. 13:00 | Bernatavičiūtė 6 | (9–13)      | Mørk 5   | Kaunas Sports Hall, Kaunas Nézőszám: 850 Játékvezetők: Bonifert, Oláh (HUN) |
| 2015. október 11. 13:00 | 4× 2×            | Jegyzőkönyv | 3× 2×    | Kaunas Sports Hall, Kaunas Nézőszám: 850 Játékvezetők: Bonifert, Oláh (HUN) |

| 2015. október 11. 15:00 | Fehéroroszország | 23–25       | Románia  | Minsk Sports Palace, Minszk Nézőszám: 3,215 Játékvezetők: Schilha, Schilha (GER) |
| 2015. október 11. 15:00 | Artjuhovics 6    | (14–12)     | Neagu 11 | Minsk Sports Palace, Minszk Nézőszám: 3,215 Játékvezetők: Schilha, Schilha (GER) |
| 2015. október 11. 15:00 | 3× 3×            | Jegyzőkönyv | 2× 3×    | Minsk Sports Palace, Minszk Nézőszám: 3,215 Játékvezetők: Schilha, Schilha (GER) |

| 2016. március 9. 19:00 | Románia  | 25–20       | Norvégia | Sala Polivalenta, Kolozsvár Nézőszám: 7100 Játékvezetők: Pandžić, Šatordžija (BIH) |
| 2016. március 9. 19:00 | Neagu 10 | (16–9)      | Mørk 6   | Sala Polivalenta, Kolozsvár Nézőszám: 7100 Játékvezetők: Pandžić, Šatordžija (BIH) |
| 2016. március 9. 19:00 | 8× 3× 1× | Jegyzőkönyv | 6× 3×    | Sala Polivalenta, Kolozsvár Nézőszám: 7100 Játékvezetők: Pandžić, Šatordžija (BIH) |

| 2016. március 9. 19:00 | Litvánia       | 21–29       | Fehéroroszország | Kaunas Sport Hall, Kaunas Nézőszám: 500 Játékvezetők: Dvorský, Karlubík (SVK) |
| 2016. március 9. 19:00 | Šatkauskaitė 9 | (10–15)     | Jozsikova 6      | Kaunas Sport Hall, Kaunas Nézőszám: 500 Játékvezetők: Dvorský, Karlubík (SVK) |
| 2016. március 9. 19:00 | 3× 3×          | Jegyzőkönyv | 5× 3×            | Kaunas Sport Hall, Kaunas Nézőszám: 500 Játékvezetők: Dvorský, Karlubík (SVK) |

| 2016. március 13. 17:00 | Fehéroroszország | 38–35       | Litvánia        | Sport Palace Uruchje, Minszk Nézőszám: 2650 Játékvezetők: Bounouara, Sami (FRA) |
| 2016. március 13. 17:00 | Jozsikova 8      | (18–15)     | három játékos 7 | Sport Palace Uruchje, Minszk Nézőszám: 2650 Játékvezetők: Bounouara, Sami (FRA) |
| 2016. március 13. 17:00 | 5× 2×            | Jegyzőkönyv | 4× 3×           | Sport Palace Uruchje, Minszk Nézőszám: 2650 Játékvezetők: Bounouara, Sami (FRA) |

| 2016. március 13. 18:00 | Norvégia | 27–17       | Románia   | Stavanger Idrettshall, Stavanger Nézőszám: 6000 Játékvezetők: Santos, Fonseca (POR) |
| 2016. március 13. 18:00 | Løke 7   | (12–8)      | Vizitiu 6 | Stavanger Idrettshall, Stavanger Nézőszám: 6000 Játékvezetők: Santos, Fonseca (POR) |
| 2016. március 13. 18:00 | 3× 2×    | Jegyzőkönyv | 1× 2×     | Stavanger Idrettshall, Stavanger Nézőszám: 6000 Játékvezetők: Santos, Fonseca (POR) |

| 2016. június 1. 19:00 | Fehéroroszország | 22–32       | Norvégia  | Sport Palace Uruchje, Minszk Nézőszám: 2200 Játékvezetők: Tzaferopoulos, Bethmann (GRE) |
| 2016. június 1. 19:00 | Jozsikova 7      | (9–15)      | Sulland 6 | Sport Palace Uruchje, Minszk Nézőszám: 2200 Játékvezetők: Tzaferopoulos, Bethmann (GRE) |
| 2016. június 1. 19:00 | 3× 1×            | Jegyzőkönyv | 2× 3×     | Sport Palace Uruchje, Minszk Nézőszám: 2200 Játékvezetők: Tzaferopoulos, Bethmann (GRE) |

| 2016. június 1. 19:00 | Litvánia       | 24–34       | Románia    | Kaunas Sports Hall, Kaunas Nézőszám: 500 Játékvezetők: Markovska, Vutov (BUL) |
| 2016. június 1. 19:00 | Ivanauskaitė 7 | (11–20)     | Chintoan 6 | Kaunas Sports Hall, Kaunas Nézőszám: 500 Játékvezetők: Markovska, Vutov (BUL) |
| 2016. június 1. 19:00 | 3×             | Jegyzőkönyv | 8× 2×      | Kaunas Sports Hall, Kaunas Nézőszám: 500 Játékvezetők: Markovska, Vutov (BUL) |

| 2016. június 4. 19:00 | Románia  | 20–23       | Fehéroroszország | Sala Polivalent Piatra Neamt, Karácsonkő Nézőszám: 3800 Játékvezetők: Bennani, Bennani (SWE) |
| 2016. június 4. 19:00 | Pîrvuț 5 | (9–9)       | Jozsikova 7      | Sala Polivalent Piatra Neamt, Karácsonkő Nézőszám: 3800 Játékvezetők: Bennani, Bennani (SWE) |
| 2016. június 4. 19:00 | 2× 3×    | Jegyzőkönyv | 4× 3× 1×         | Sala Polivalent Piatra Neamt, Karácsonkő Nézőszám: 3800 Játékvezetők: Bennani, Bennani (SWE) |

| 2016. június 4. 19:30 | Norvégia   | 36–19       | Litvánia                     | Oslo Spektrum, Oslo Nézőszám: 3945 Játékvezetők: Schols, Zuijlen (NED) |
| 2016. június 4. 19:30 | Kurtović 6 | (15–10)     | Ivanauskaitė, Šatkauskaitė 5 | Oslo Spektrum, Oslo Nézőszám: 3945 Játékvezetők: Schols, Zuijlen (NED) |
| 2016. június 4. 19:30 | 4× 3×      | Jegyzőkönyv | 5× 3×                        | Oslo Spektrum, Oslo Nézőszám: 3945 Játékvezetők: Schols, Zuijlen (NED) |

### 2-es csoport
| #  | Csapat      | M | Gy | D | V | G+  | G–  | Gk  | P  |
| -- | ----------- | - | -- | - | - | --- | --- | --- | -- |
| 1. | Szerbia     | 6 | 5  | 1 | 0 | 191 | 141 | +50 | 11 |
| 2. | Csehország  | 6 | 4  | 1 | 1 | 170 | 142 | +28 | 9  |
| 3. | Ukrajna     | 6 | 2  | 0 | 4 | 174 | 162 | +12 | 4  |
| 4. | Olaszország | 6 | 0  | 0 | 6 | 113 | 203 | –90 | 0  |

| 2015. október 7. 16:05 | Csehország           | 33–15       | Olaszország    | Aréna Sparta Podvinný Mlýn, Prága Nézőszám: 1,020 Játékvezetők: Žalienė, Kijauskaitė |
| 2015. október 7. 16:05 | Hrbková, Jeřábková 5 | (14–5)      | Niederwieser 8 | Aréna Sparta Podvinný Mlýn, Prága Nézőszám: 1,020 Játékvezetők: Žalienė, Kijauskaitė |
| 2015. október 7. 16:05 | 3× 2×                | Jegyzőkönyv | 7× 3×          | Aréna Sparta Podvinný Mlýn, Prága Nézőszám: 1,020 Játékvezetők: Žalienė, Kijauskaitė |

| 2015. október 8. 18:00 | Szerbia         | 34–25       | Ukrajna        | Kraljevo Sports Hall, Kraljevo Nézőszám: 1,200 Játékvezetők: Florescu, Stoia |
| 2015. október 8. 18:00 | Radosavljević 9 | (14–12)     | Nyikolajenko 9 | Kraljevo Sports Hall, Kraljevo Nézőszám: 1,200 Játékvezetők: Florescu, Stoia |
| 2015. október 8. 18:00 | 1× 3×           | Jegyzőkönyv | 2× 3×          | Kraljevo Sports Hall, Kraljevo Nézőszám: 1,200 Játékvezetők: Florescu, Stoia |

| 2015. október 11. 18:00 | Ukrajna                 | 20–24       | Csehország  | SK Yunist Uzhgorod, Ungvár Nézőszám: 1,000 Játékvezetők: Lesiak, Lidacka |
| 2015. október 11. 18:00 | Borscsenko, Perederij 5 | (12–8)      | Kordovská 7 | SK Yunist Uzhgorod, Ungvár Nézőszám: 1,000 Játékvezetők: Lesiak, Lidacka |
| 2015. október 11. 18:00 | 7× 3×                   | Jegyzőkönyv | 3× 3×       | SK Yunist Uzhgorod, Ungvár Nézőszám: 1,000 Játékvezetők: Lesiak, Lidacka |

| 2015. október 11. 19:00 | Olaszország    | 19–32       | Szerbia    | Palazzetto dello Sport Andria, Andria Nézőszám: 1,350 Játékvezetők: Kiyashko, Kiselev |
| 2015. október 11. 19:00 | Niederwieser 8 | (10–15)     | Živković 8 | Palazzetto dello Sport Andria, Andria Nézőszám: 1,350 Játékvezetők: Kiyashko, Kiselev |
| 2015. október 11. 19:00 | 5× 3×          | Jegyzőkönyv | 3× 3×      | Palazzetto dello Sport Andria, Andria Nézőszám: 1,350 Játékvezetők: Kiyashko, Kiselev |

| 2016. március 9. 18:00 | Csehország | 25–30       | Szerbia | Euronics, Zlín Nézőszám: 1400 Játékvezetők: Hansen, Pettersen (NOR) |
| 2016. március 9. 18:00 | Hrbková 7  | (15–17)     | Krpež 7 | Euronics, Zlín Nézőszám: 1400 Játékvezetők: Hansen, Pettersen (NOR) |
| 2016. március 9. 18:00 | 3× 3×      | Jegyzőkönyv | 5× 3×   | Euronics, Zlín Nézőszám: 1400 Játékvezetők: Hansen, Pettersen (NOR) |

| 2016. március 10. 19:00 | Olaszország     | 19–37       | Ukrajna       | Palagolfo, Follonica Nézőszám: 1350 Játékvezetők: Thomassen, Schmack (BEL) |
| 2016. március 10. 19:00 | Niederwieser 10 | (10–18)     | Borscsenko 10 | Palagolfo, Follonica Nézőszám: 1350 Játékvezetők: Thomassen, Schmack (BEL) |
| 2016. március 10. 19:00 | 3× 3×           | Jegyzőkönyv | 2× 3×         | Palagolfo, Follonica Nézőszám: 1350 Játékvezetők: Thomassen, Schmack (BEL) |

| 2016. március 13. 15:30 | Ukrajna      | 36–23       | Olaszország       | Karpaty Arena, Ungvár Nézőszám: 800 Játékvezetők: Praštalo, Todorović (BIH) |
| 2016. március 13. 15:30 | Borscsenko 8 | (15–6)      | Costa, Gheorghe 5 | Karpaty Arena, Ungvár Nézőszám: 800 Játékvezetők: Praštalo, Todorović (BIH) |
| 2016. március 13. 15:30 | 7× 3×        | Jegyzőkönyv | 5× 3×             | Karpaty Arena, Ungvár Nézőszám: 800 Játékvezetők: Praštalo, Todorović (BIH) |

| 2016. március 13. 18:00 | Szerbia | 28–28       | Csehország | Sports Hall Ribnica, Kraljevo Nézőszám: 2000 Játékvezetők: Doychinov, Goretsov (BUL) |
| 2016. március 13. 18:00 | Krpež 9 | (15–15)     | Hrbková 5  | Sports Hall Ribnica, Kraljevo Nézőszám: 2000 Játékvezetők: Doychinov, Goretsov (BUL) |
| 2016. március 13. 18:00 | 5× 3×   | Jegyzőkönyv | 2× 3×      | Sports Hall Ribnica, Kraljevo Nézőszám: 2000 Játékvezetők: Doychinov, Goretsov (BUL) |

| 2016. június 1. 19:00 | Ukrajna  | 26–31       | Szerbia        | Palace of Sports, Kijev Nézőszám: 980 Játékvezetők: Mandák, Rudinský (SVK) |
| 2016. június 1. 19:00 | Glibko 9 | (12–15)     | Krpež Slezak 7 | Palace of Sports, Kijev Nézőszám: 980 Játékvezetők: Mandák, Rudinský (SVK) |
| 2016. június 1. 19:00 | 4× 2×    | Jegyzőkönyv | 7× 3×          | Palace of Sports, Kijev Nézőszám: 980 Játékvezetők: Mandák, Rudinský (SVK) |

| 2016. június 1. 20:00 | Olaszország | 19–29       | Csehország           | Pala di San Giacomo dell'Orio, Bari Nézőszám: 1000 Játékvezetők: Christiansen, Hansen (DEN) |
| 2016. június 1. 20:00 | Gheorghe 8  | (11–15)     | Hrbková, Kordovská 5 | Pala di San Giacomo dell'Orio, Bari Nézőszám: 1000 Játékvezetők: Christiansen, Hansen (DEN) |
| 2016. június 1. 20:00 | 5× 3×       | Jegyzőkönyv | 1× 3×                | Pala di San Giacomo dell'Orio, Bari Nézőszám: 1000 Játékvezetők: Christiansen, Hansen (DEN) |

| 2016. június 4. 18:00 | Szerbia        | 36–18       | Olaszország | Kraljevo Sports Hall, Kraljevo Nézőszám: 700 Játékvezetők: Bonifert, Oláh (HUN) |
| 2016. június 4. 18:00 | Krpež Slezak 7 | (21–10)     | Gheorghe 6  | Kraljevo Sports Hall, Kraljevo Nézőszám: 700 Játékvezetők: Bonifert, Oláh (HUN) |
| 2016. június 4. 18:00 | 4× 3×          | Jegyzőkönyv | 4× 3×       | Kraljevo Sports Hall, Kraljevo Nézőszám: 700 Játékvezetők: Bonifert, Oláh (HUN) |

| 2016. június 4. 18:10 | Csehország  | 31–30       | Ukrajna   | Sportovni hala Banik Most, Most Nézőszám: 925 Játékvezetők: Vitaku, Vitaku (KOS) |
| 2016. június 4. 18:10 | Jeřábková 8 | (15–12)     | Hlibko 10 | Sportovni hala Banik Most, Most Nézőszám: 925 Játékvezetők: Vitaku, Vitaku (KOS) |
| 2016. június 4. 18:10 | 1× 3×       | Jegyzőkönyv | 2× 3×     | Sportovni hala Banik Most, Most Nézőszám: 925 Játékvezetők: Vitaku, Vitaku (KOS) |

### 3-as csoport
| #  | Csapat        | M | Gy | D | V | G+  | G–  | Gk   | P  |
| -- | ------------- | - | -- | - | - | --- | --- | ---- | -- |
| 1. | Hollandia     | 6 | 5  | 0 | 1 | 216 | 140 | +76  | 10 |
| 2. | Spanyolország | 6 | 5  | 0 | 1 | 192 | 126 | +66  | 10 |
| 3. | Ausztria      | 6 | 2  | 0 | 4 | 160 | 171 | –11  | 4  |
| 4. | Bulgária      | 6 | 0  | 0 | 6 | 112 | 243 | –131 | 0  |

| 2015. október 7. 19:30 | Hollandia | 45–24       | Bulgária   | Topsportcentrum Rotterdam, Rotterdam Nézőszám: 2,000 Játékvezetők: Sirbu, Suponicov (MDA) |
| 2015. október 7. 19:30 | Abbingh 7 | (24–16)     | Omoregie 8 | Topsportcentrum Rotterdam, Rotterdam Nézőszám: 2,000 Játékvezetők: Sirbu, Suponicov (MDA) |
| 2015. október 7. 19:30 | 3× 3×     | Jegyzőkönyv | 5× 3×      | Topsportcentrum Rotterdam, Rotterdam Nézőszám: 2,000 Játékvezetők: Sirbu, Suponicov (MDA) |

| 2015. október 7. 20:45 | Spanyolország   | 25–15       | Ausztria | Multiúsos Fontes do Sar, Santiago de Compostela Nézőszám: 2,800 Játékvezetők: Leandersson, Lindroos (FIN) |
| 2015. október 7. 20:45 | López Herrero 5 | (13–6)      | Engel 5  | Multiúsos Fontes do Sar, Santiago de Compostela Nézőszám: 2,800 Játékvezetők: Leandersson, Lindroos (FIN) |
| 2015. október 7. 20:45 | 2× 3×           | Jegyzőkönyv | 2× 3×    | Multiúsos Fontes do Sar, Santiago de Compostela Nézőszám: 2,800 Játékvezetők: Leandersson, Lindroos (FIN) |

| 2015. október 11. 17:00 | Bulgária  | 14–39       | Spanyolország | Orlovetz Hall, Gabrovo Nézőszám: 500 Játékvezetők: Brehmer, Skowronek (POL) |
| 2015. október 11. 17:00 | Kotseva 3 | (8–20)      | Alberto 6     | Orlovetz Hall, Gabrovo Nézőszám: 500 Játékvezetők: Brehmer, Skowronek (POL) |
| 2015. október 11. 17:00 | 1× 3×     | Jegyzőkönyv | 1× 3×         | Orlovetz Hall, Gabrovo Nézőszám: 500 Játékvezetők: Brehmer, Skowronek (POL) |

| 2015. október 11. 18:15 | Ausztria | 25–31       | Hollandia | Bundessport- und Freizeitzentrum Südstadt, Maria Enzersdorf Nézőszám: 800 Játékvezetők: Vujačić, Kažanegra (MNE) |
| 2015. október 11. 18:15 | Engel 7  | (11–13)     | Abbingh 6 | Bundessport- und Freizeitzentrum Südstadt, Maria Enzersdorf Nézőszám: 800 Játékvezetők: Vujačić, Kažanegra (MNE) |
| 2015. október 11. 18:15 | 3× 2×    | Jegyzőkönyv | 5× 2×     | Bundessport- und Freizeitzentrum Südstadt, Maria Enzersdorf Nézőszám: 800 Játékvezetők: Vujačić, Kažanegra (MNE) |

| 2016. március 9. 18:00 | Bulgária         | 20–33       | Ausztria       | Orlovetz Hall, Gabrovo Nézőszám: 400 Játékvezetők: Scevola, Alperan (ITA) |
| 2016. március 9. 18:00 | Agova, Pavlova 5 | (10–13)     | Scheffknecht 8 | Orlovetz Hall, Gabrovo Nézőszám: 400 Játékvezetők: Scevola, Alperan (ITA) |
| 2016. március 9. 18:00 | 2× 3×            | Jegyzőkönyv | 3× 3×          | Orlovetz Hall, Gabrovo Nézőszám: 400 Játékvezetők: Scevola, Alperan (ITA) |

| 2016. március 9. 19:00 | Hollandia | 31–21       | Spanyolország | Topsportcentrum, Almere Nézőszám: 3000 Játékvezetők: Horváth, Marton (HUN) |
| 2016. március 9. 19:00 | Snelder 7 | (13–10)     | Pena 9        | Topsportcentrum, Almere Nézőszám: 3000 Játékvezetők: Horváth, Marton (HUN) |
| 2016. március 9. 19:00 | 3× 3×     | Jegyzőkönyv | 4× 2×         | Topsportcentrum, Almere Nézőszám: 3000 Játékvezetők: Horváth, Marton (HUN) |

| 2016. március 12. 13:00 | Spanyolország | 32–29       | Hollandia | Palacio de los Deportes de León, León Nézőszám: 3000 Játékvezetők: Christiansen, Hansen (DEN) |
| 2016. március 12. 13:00 | Barbosa 10    | (20–11)     | Broch 7   | Palacio de los Deportes de León, León Nézőszám: 3000 Játékvezetők: Christiansen, Hansen (DEN) |
| 2016. március 12. 13:00 | 4× 3×         | Jegyzőkönyv | 7× 3× 1×  | Palacio de los Deportes de León, León Nézőszám: 3000 Játékvezetők: Christiansen, Hansen (DEN) |

| 2016. március 12. 20:25 | Ausztria       | 39–27       | Bulgária    | Handballarena Rieden-Vorkloster, Bregenz Nézőszám: 1400 Játékvezetők: Katsikis, Michailidis (GRE) |
| 2016. március 12. 20:25 | Scheffknecht 8 | (19–12)     | Sarandeva 9 | Handballarena Rieden-Vorkloster, Bregenz Nézőszám: 1400 Játékvezetők: Katsikis, Michailidis (GRE) |
| 2016. március 12. 20:25 | 4× 3×          | Jegyzőkönyv | 5× 1×       | Handballarena Rieden-Vorkloster, Bregenz Nézőszám: 1400 Játékvezetők: Katsikis, Michailidis (GRE) |

| 2016. június 1. 18:00 | Bulgária    | 16–45       | Hollandia | Orlovetz Hall, Gabrovo Nézőszám: 250 Játékvezetők: Aghakishi, Aghakishi (AZE) |
| 2016. június 1. 18:00 | Bogdanova 6 | (8–19)      | Luciano 8 | Orlovetz Hall, Gabrovo Nézőszám: 250 Játékvezetők: Aghakishi, Aghakishi (AZE) |
| 2016. június 1. 18:00 | 2× 3×       | Jegyzőkönyv | 4× 3×     | Orlovetz Hall, Gabrovo Nézőszám: 250 Játékvezetők: Aghakishi, Aghakishi (AZE) |

| 2016. június 1. 20:25 | Ausztria | 26–33       | Spanyolország | Olympiaworld, Innsbruck Nézőszám: 1400 Játékvezetők: Gasmi, Gasmi (FRA) |
| 2016. június 1. 20:25 | Engel 9  | (12–16)     | Aguilar 8     | Olympiaworld, Innsbruck Nézőszám: 1400 Játékvezetők: Gasmi, Gasmi (FRA) |
| 2016. június 1. 20:25 | 5× 3× 1× | Jegyzőkönyv | 5× 3×         | Olympiaworld, Innsbruck Nézőszám: 1400 Játékvezetők: Gasmi, Gasmi (FRA) |

| 2016. június 4. 16:00 | Hollandia | 35–22       | Ausztria      | Sportcentrum Maaspoort, 's-Hertogenbosch Nézőszám: 2600 Játékvezetők: Ilieva, Karbeska (MKD) |
| 2016. június 4. 16:00 | Abbingh 9 | (18–11)     | Frey, Engel 6 | Sportcentrum Maaspoort, 's-Hertogenbosch Nézőszám: 2600 Játékvezetők: Ilieva, Karbeska (MKD) |
| 2016. június 4. 16:00 | 1× 3×     | Jegyzőkönyv | 5× 3×         | Sportcentrum Maaspoort, 's-Hertogenbosch Nézőszám: 2600 Játékvezetők: Ilieva, Karbeska (MKD) |

| 2016. június 4. 18:00 | Spanyolország      | 42–11       | Bulgária    | Polideportivo Ciudad Jardin, Málaga Nézőszám: 2000 Játékvezetők: Sa, Sa (POR) |
| 2016. június 4. 18:00 | Mangué, Martínez 6 | (22–7)      | Sarandeva 3 | Polideportivo Ciudad Jardin, Málaga Nézőszám: 2000 Játékvezetők: Sa, Sa (POR) |
| 2016. június 4. 18:00 | 2× 3×              | Jegyzőkönyv | 2× 3×       | Polideportivo Ciudad Jardin, Málaga Nézőszám: 2000 Játékvezetők: Sa, Sa (POR) |

### 4-es csoport
| #  | Csapat       | M | Gy | D | V | G+  | G–  | Gk  | P  |
| -- | ------------ | - | -- | - | - | --- | --- | --- | -- |
| 1. | Montenegró   | 6 | 5  | 0 | 1 | 147 | 129 | +18 | 10 |
| 2. | Horvátország | 6 | 4  | 0 | 2 | 173 | 137 | +36 | 8  |
| 3. | Szlovénia    | 6 | 3  | 0 | 3 | 142 | 134 | +8  | 6  |
| 4. | Macedónia    | 6 | 0  | 0 | 6 | 114 | 176 | –62 | 0  |

| 2015. október 7. 19:00 | Horvátország | 27–19       | Szlovénia | Školska sportska dvorana Umag, Umag Nézőszám: 1,000 Játékvezetők: Opava, Válek (CZE) |
| 2015. október 7. 19:00 | Penezić 10   | (14–11)     | Mavsar 7  | Školska sportska dvorana Umag, Umag Nézőszám: 1,000 Játékvezetők: Opava, Válek (CZE) |
| 2015. október 7. 19:00 | 1× 3×        | Jegyzőkönyv | 4× 1×     | Školska sportska dvorana Umag, Umag Nézőszám: 1,000 Játékvezetők: Opava, Válek (CZE) |

| 2015. október 7. 19:30 | Montenegró  | 21–14       | Macedónia       | SC Topolica, Bar Nézőszám: 2,200 Játékvezetők: Arntsen, Røen (NOR) |
| 2015. október 7. 19:30 | Bulatović 6 | (12–8)      | Gjorgjievszka 4 | SC Topolica, Bar Nézőszám: 2,200 Játékvezetők: Arntsen, Røen (NOR) |
| 2015. október 7. 19:30 | 2× 1×       | Jegyzőkönyv | 2× 2×           | SC Topolica, Bar Nézőszám: 2,200 Játékvezetők: Arntsen, Røen (NOR) |

| 2015. október 10. 20:15 | Macedónia     | 22–36       | Horvátország | SRC Kale, Szkopje Nézőszám: 800 Játékvezetők: Vranes, Wenninger (AUT) |
| 2015. október 10. 20:15 | Risztovszka 8 | (11–15)     | Penezić 9    | SRC Kale, Szkopje Nézőszám: 800 Játékvezetők: Vranes, Wenninger (AUT) |
| 2015. október 10. 20:15 | 5× 3×         | Jegyzőkönyv | 4× 3×        | SRC Kale, Szkopje Nézőszám: 800 Játékvezetők: Vranes, Wenninger (AUT) |

| 2015. október 11. 16:00 | Szlovénia         | 20–22       | Montenegró  | Športna dvorana Kodeljevo, Ljubljana Nézőszám: 1,000 Játékvezetők: Năstase, Stancu (ROU) |
| 2015. október 11. 16:00 | Mavsar, Lazović 6 | (11–11)     | Bulatović 9 | Športna dvorana Kodeljevo, Ljubljana Nézőszám: 1,000 Játékvezetők: Năstase, Stancu (ROU) |
| 2015. október 11. 16:00 | 6× 2×             | Jegyzőkönyv | 5× 2×       | Športna dvorana Kodeljevo, Ljubljana Nézőszám: 1,000 Játékvezetők: Năstase, Stancu (ROU) |

| 2016. március 10. 17:30 | Szlovénia | 35–17       | Macedónia      | Sportna Dvorana Ljudski Vrt Lukna, Maribor Nézőszám: 1500 Játékvezetők: Zendali, Riello (ITA) |
| 2016. március 10. 17:30 | Lazović 6 | (18–8)      | Keramicsieva 5 | Sportna Dvorana Ljudski Vrt Lukna, Maribor Nézőszám: 1500 Játékvezetők: Zendali, Riello (ITA) |
| 2016. március 10. 17:30 | 3×        | Jegyzőkönyv | 2× 2×          | Sportna Dvorana Ljudski Vrt Lukna, Maribor Nézőszám: 1500 Játékvezetők: Zendali, Riello (ITA) |

| 2016. március 10. 20:00 | Horvátország | 23–22       | Montenegró  | Spaladium Arena, Split Nézőszám: 4500 Játékvezetők: Zotin, Volodkov (RUS) |
| 2016. március 10. 20:00 | Penezić 11   | (13–13)     | Raičević 10 | Spaladium Arena, Split Nézőszám: 4500 Játékvezetők: Zotin, Volodkov (RUS) |
| 2016. március 10. 20:00 | 3× 3×        | Jegyzőkönyv | 2× 3×       | Spaladium Arena, Split Nézőszám: 4500 Játékvezetők: Zotin, Volodkov (RUS) |

| 2016. március 12. 20:00 | Macedónia     | 21–22       | Szlovénia | SRC Kale, Szkopje Nézőszám: 800 Játékvezetők: Bolic, Hurich (AUT) |
| 2016. március 12. 20:00 | Stojanovska 5 | (10–11)     | Mavsar 7  | SRC Kale, Szkopje Nézőszám: 800 Játékvezetők: Bolic, Hurich (AUT) |
| 2016. március 12. 20:00 | 2× 2× 1×      | Jegyzőkönyv | 4× 2×     | SRC Kale, Szkopje Nézőszám: 800 Játékvezetők: Bolic, Hurich (AUT) |

| 2016. március 12. 20:30 | Montenegró  | 31–29       | Horvátország | SC Topolica, Bar Nézőszám: 3200 Játékvezetők: Jović, Arnautović (BIH) |
| 2016. március 12. 20:30 | Bulatović 8 | (19–15)     | Penezić 8    | SC Topolica, Bar Nézőszám: 3200 Játékvezetők: Jović, Arnautović (BIH) |
| 2016. március 12. 20:30 | 2× 3×       | Jegyzőkönyv | 4× 3×        | SC Topolica, Bar Nézőszám: 3200 Játékvezetők: Jović, Arnautović (BIH) |

| 2016. június 1. 18:00 | Szlovénia     | 24–23       | Horvátország | Sportna Dvorana Golovec, Celje Nézőszám: 2000 Játékvezetők: Horváth, Marton (HUN) |
| 2016. június 1. 18:00 | Gros, Irman 8 | (9–11)      | Bašić 8      | Sportna Dvorana Golovec, Celje Nézőszám: 2000 Játékvezetők: Horváth, Marton (HUN) |
| 2016. június 1. 18:00 | 6× 3×         | Jegyzőkönyv | 3× 3×        | Sportna Dvorana Golovec, Celje Nézőszám: 2000 Játékvezetők: Horváth, Marton (HUN) |

| 2016. június 2. 18:00 | Macedónia     | 21–27       | Montenegró | SRC Kale, Szkopje Nézőszám: 550 Játékvezetők: Sirbu, Suponicov (MDA) |
| 2016. június 2. 18:00 | Risztovszka 6 | (12–13)     | Jauković 7 | SRC Kale, Szkopje Nézőszám: 550 Játékvezetők: Sirbu, Suponicov (MDA) |
| 2016. június 2. 18:00 | 3× 3×         | Jegyzőkönyv | 4× 3×      | SRC Kale, Szkopje Nézőszám: 550 Játékvezetők: Sirbu, Suponicov (MDA) |

| 2016. június 5. 18:00 | Horvátország | 35–19       | Macedónia      | Centar Zamet, Fiume Nézőszám: 900 Játékvezetők: Blanck, Isen (SWE) |
| 2016. június 5. 18:00 | Penezić 7    | (17–7)      | négy játékos 3 | Centar Zamet, Fiume Nézőszám: 900 Játékvezetők: Blanck, Isen (SWE) |
| 2016. június 5. 18:00 | 3× 3×        | Jegyzőkönyv | 1× 3×          | Centar Zamet, Fiume Nézőszám: 900 Játékvezetők: Blanck, Isen (SWE) |

| 2016. június 5. 20:00 | Montenegró  | 24–22       | Szlovénia | Sporthall "Nikoljac", Bijelo Polje Nézőszám: 2000 Játékvezetők: Madsen, Mortensen (DEN) |
| 2016. június 5. 20:00 | Raičević 11 | (13–11)     | Lazović 8 | Sporthall "Nikoljac", Bijelo Polje Nézőszám: 2000 Játékvezetők: Madsen, Mortensen (DEN) |
| 2016. június 5. 20:00 | 4× 3×       | Jegyzőkönyv | 4× 3×     | Sporthall "Nikoljac", Bijelo Polje Nézőszám: 2000 Játékvezetők: Madsen, Mortensen (DEN) |

### 5-ös csoport
| #  | Csapat        | M | Gy | D | V | G+  | G–  | Gk   | P  |
| -- | ------------- | - | -- | - | - | --- | --- | ---- | -- |
| 1. | Magyarország  | 6 | 5  | 0 | 1 | 198 | 130 | +68  | 10 |
| 2. | Lengyelország | 6 | 5  | 0 | 1 | 163 | 121 | +42  | 10 |
| 3. | Szlovákia     | 6 | 2  | 0 | 4 | 142 | 138 | +4   | 4  |
| 4. | Finnország    | 6 | 0  | 0 | 6 | 84  | 198 | –114 | 0  |

| 2015. október 7. 20:00 | Lengyelország | 29–12       | Finnország | Hala widowiskowo-sportowa, Lubin Nézőszám: 3,400 Játékvezetők: Stenrand, Birch (DEN) |
| 2015. október 7. 20:00 | Kulwińska 6   | (13–8)      | Cainberg 5 | Hala widowiskowo-sportowa, Lubin Nézőszám: 3,400 Játékvezetők: Stenrand, Birch (DEN) |
| 2015. október 7. 20:00 | 1× 3×         | Jegyzőkönyv | 2× 3×      | Hala widowiskowo-sportowa, Lubin Nézőszám: 3,400 Játékvezetők: Stenrand, Birch (DEN) |

| 2015. október 8. 18:00 | Magyarország | 32–19       | Szlovákia  | OBO Aréna Dabas, Dabas Nézőszám: 2,000 Játékvezetők: Marić, Mašić (SRB) |
| 2015. október 8. 18:00 | Mayer 5      | (15–8)      | Szarková 5 | OBO Aréna Dabas, Dabas Nézőszám: 2,000 Játékvezetők: Marić, Mašić (SRB) |
| 2015. október 8. 18:00 | 3×           | Jegyzőkönyv | 3× 2×      | OBO Aréna Dabas, Dabas Nézőszám: 2,000 Játékvezetők: Marić, Mašić (SRB) |

| 2015. október 10. 18:00 | Szlovákia  | 21–23       | Lengyelország | Mestská športová hala, Vágsellye Nézőszám: 2,127 Játékvezetők: Alpaidze, Berezkina (RUS) |
| 2015. október 10. 18:00 | Školková 9 | (11–14)     | Niedźwiedź 5  | Mestská športová hala, Vágsellye Nézőszám: 2,127 Játékvezetők: Alpaidze, Berezkina (RUS) |
| 2015. október 10. 18:00 | 1× 3×      | Jegyzőkönyv | 3× 3×         | Mestská športová hala, Vágsellye Nézőszám: 2,127 Játékvezetők: Alpaidze, Berezkina (RUS) |

| 2015. október 11. 14:00 | Finnország | 25–38       | Magyarország  | Sisu Arena, Karis Nézőszám: 500 Játékvezetők: Praštalo, Todorović (BIH) |
| 2015. október 11. 14:00 | Degerman 7 | (13–16)     | Szucsánszki 9 | Sisu Arena, Karis Nézőszám: 500 Játékvezetők: Praštalo, Todorović (BIH) |
| 2015. október 11. 14:00 | 1× 3×      | Jegyzőkönyv | 4× 3×         | Sisu Arena, Karis Nézőszám: 500 Játékvezetők: Praštalo, Todorović (BIH) |

| 2016. március 9. 18:30 | Finnország      | 15–29       | Szlovákia   | Vantaa Energia areena, Vantaa Nézőszám: 700 Játékvezetők: Bennani, Bennani (SWE) |
| 2016. március 9. 18:30 | három játékos 3 | (8–15)      | Trehubová 6 | Vantaa Energia areena, Vantaa Nézőszám: 700 Játékvezetők: Bennani, Bennani (SWE) |
| 2016. március 9. 18:30 | 4× 2×           | Jegyzőkönyv | 6× 3×       | Vantaa Energia areena, Vantaa Nézőszám: 700 Játékvezetők: Bennani, Bennani (SWE) |

| 2016. március 9. 20:30 | Lengyelország | 24–27       | Magyarország | Hala Widowiskowa Sportowa, Koszalin Nézőszám: 3000 Játékvezetők: Vujačić, Kažanegra (MNE) |
| 2016. március 9. 20:30 | Siódmiak 5    | (13–13)     | Zácsik 6     | Hala Widowiskowa Sportowa, Koszalin Nézőszám: 3000 Játékvezetők: Vujačić, Kažanegra (MNE) |
| 2016. március 9. 20:30 | 2× 3×         | Jegyzőkönyv | 3× 2×        | Hala Widowiskowa Sportowa, Koszalin Nézőszám: 3000 Játékvezetők: Vujačić, Kažanegra (MNE) |

| 2016. március 12. 16:00 | Szlovákia  | 25–8        | Finnország       | City sport hall, Simony Nézőszám: 1200 Játékvezetők: Ilieva, Karbeska (MKD) |
| 2016. március 12. 16:00 | Školková 7 | (11–3)      | Hilli, Näräkkä 2 | City sport hall, Simony Nézőszám: 1200 Játékvezetők: Ilieva, Karbeska (MKD) |
| 2016. március 12. 16:00 | 4× 3×      | Jegyzőkönyv | 1× 3×            | City sport hall, Simony Nézőszám: 1200 Játékvezetők: Ilieva, Karbeska (MKD) |

| 2016. március 13. 18:30 | Magyarország | 25–26       | Lengyelország | ÉRD Aréna, Érd Nézőszám: 2200 Játékvezetők: Kijauskaitė, Žalienė (LTU) |
| 2016. március 13. 18:30 | Triscsuk 7   | (16–17)     | Kobylińska 7  | ÉRD Aréna, Érd Nézőszám: 2200 Játékvezetők: Kijauskaitė, Žalienė (LTU) |
| 2016. március 13. 18:30 | 3× 3×        | Jegyzőkönyv | 3× 3×         | ÉRD Aréna, Érd Nézőszám: 2200 Játékvezetők: Kijauskaitė, Žalienė (LTU) |

| 2016. június 1. 18:00 | Szlovákia  | 23–32       | Magyarország | Chemkostav Arena, Nagymihály Nézőszám: 1600 Játékvezetők: Năstase, Stancu (ROU) |
| 2016. június 1. 18:00 | Školková 6 | (12–15)     | Triscsuk 6   | Chemkostav Arena, Nagymihály Nézőszám: 1600 Játékvezetők: Năstase, Stancu (ROU) |
| 2016. június 1. 18:00 | 2× 3×      | Jegyzőkönyv | 4× 2×        | Chemkostav Arena, Nagymihály Nézőszám: 1600 Játékvezetők: Năstase, Stancu (ROU) |

| 2016. június 1. 18:30 | Finnország     | 11–33       | Lengyelország  | Energia Areena, Vantaa Nézőszám: 400 Játékvezetők: Guðjónsson, Samuelsen |
| 2016. június 1. 18:30 | négy játékos 2 | (3–17)      | Kudłacz-Gloc 9 | Energia Areena, Vantaa Nézőszám: 400 Játékvezetők: Guðjónsson, Samuelsen |
| 2016. június 1. 18:30 | 1× 3×          | Jegyzőkönyv | 1× 3×          | Energia Areena, Vantaa Nézőszám: 400 Játékvezetők: Guðjónsson, Samuelsen |

| 2016. június 4. 20:00 | Lengyelország  | 28–25       | Szlovákia  | Orlen Arena, Płock Nézőszám: 1700 Játékvezetők: Sager, Styger (SUI) |
| 2016. június 4. 20:00 | Kudłacz-Gloc 8 | (15–13)     | Kučerová 5 | Orlen Arena, Płock Nézőszám: 1700 Játékvezetők: Sager, Styger (SUI) |
| 2016. június 4. 20:00 | 2×             | Jegyzőkönyv | 2× 3×      | Orlen Arena, Płock Nézőszám: 1700 Játékvezetők: Sager, Styger (SUI) |

| 2016. június 5. 18:00 | Magyarország | 44–13       | Finnország | ÉRD Aréna, Érd Nézőszám: 1500 Játékvezetők: Aliyev, Aghakishiyev (AZE) |
| 2016. június 5. 18:00 | Lukács 6     | (21–5)      | Cainberg 5 | ÉRD Aréna, Érd Nézőszám: 1500 Játékvezetők: Aliyev, Aghakishiyev (AZE) |
| 2016. június 5. 18:00 | 4× 3×        | Jegyzőkönyv | 2× 3×      | ÉRD Aréna, Érd Nézőszám: 1500 Játékvezetők: Aliyev, Aghakishiyev (AZE) |

### 6-os csoport
| #  | Csapat      | M | Gy | D | V | G+  | G–  | Gk  | P  |
| -- | ----------- | - | -- | - | - | --- | --- | --- | -- |
| 1. | Oroszország | 6 | 6  | 0 | 0 | 200 | 145 | +55 | 12 |
| 2. | Dánia       | 6 | 4  | 0 | 2 | 162 | 135 | +27 | 8  |
| 3. | Törökország | 6 | 1  | 0 | 5 | 157 | 190 | –33 | 2  |
| 4. | Portugália  | 6 | 1  | 0 | 5 | 134 | 183 | –49 | 2  |

| 2015. október 8. 19:00 | Oroszország  | 39–19       | Portugália | Palace of Sport "Rostov Don", Rostov-on-Don Nézőszám: 3,500 Játékvezetők: Tzaferopoulos, Bethmann (GRE) |
| 2015. október 8. 19:00 | Davigyenko 7 | (20–10)     | Tavares 5  | Palace of Sport "Rostov Don", Rostov-on-Don Nézőszám: 3,500 Játékvezetők: Tzaferopoulos, Bethmann (GRE) |
| 2015. október 8. 19:00 | 4× 3×        | Jegyzőkönyv | 4× 3×      | Palace of Sport "Rostov Don", Rostov-on-Don Nézőszám: 3,500 Játékvezetők: Tzaferopoulos, Bethmann (GRE) |

| 2015. október 8. 20:15 | Dánia                 | 28–19       | Törökország | Ceres Arena, Aarhus Nézőszám: 4,086 Játékvezetők: Nabokau, Kulik (BLR) |
| 2015. október 8. 20:15 | Jørgensen, Nørgaard 6 | (16–10)     | Şahin 9     | Ceres Arena, Aarhus Nézőszám: 4,086 Játékvezetők: Nabokau, Kulik (BLR) |
| 2015. október 8. 20:15 | 6× 3×                 | Jegyzőkönyv | 5× 3×       | Ceres Arena, Aarhus Nézőszám: 4,086 Játékvezetők: Nabokau, Kulik (BLR) |

| 2015. október 11. 16:10 | Portugália         | 21–26       | Dánia                 | Multiusos de Pinhel, Pinhel Játékvezetők: Bonaventura, Bonaventura (FRA) |
| 2015. október 11. 16:10 | Emidio Rodrigues 5 | (10–14)     | Fisker, Kristiansen 4 | Multiusos de Pinhel, Pinhel Játékvezetők: Bonaventura, Bonaventura (FRA) |
| 2015. október 11. 16:10 | 6× 3×              | Jegyzőkönyv | 4× 3×                 | Multiusos de Pinhel, Pinhel Játékvezetők: Bonaventura, Bonaventura (FRA) |

| 2015. október 11. 17:00 | Törökország | 30–44       | Oroszország | THF Sport Hall, Ankara Nézőszám: 800 Játékvezetők: Pandžić, Šatordžija (BIH) |
| 2015. október 11. 17:00 | Şahin 8     | (14–25)     | Iljina 9    | THF Sport Hall, Ankara Nézőszám: 800 Játékvezetők: Pandžić, Šatordžija (BIH) |
| 2015. október 11. 17:00 | 9× 3× 1×    | Jegyzőkönyv | 6× 3× 1×    | THF Sport Hall, Ankara Nézőszám: 800 Játékvezetők: Pandžić, Šatordžija (BIH) |

| 2016. március 9. 19:00 | Oroszország | 31–27       | Dánia       | Sportcomplex "Zvezdniy", Asztrahán Nézőszám: 5000 Játékvezetők: Opava, Válek (CZE) |
| 2016. március 9. 19:00 | Vjahireva 9 | (16–12)     | Jørgensen 6 | Sportcomplex "Zvezdniy", Asztrahán Nézőszám: 5000 Játékvezetők: Opava, Válek (CZE) |
| 2016. március 9. 19:00 | 4× 3× 1×    | Jegyzőkönyv | 1× 3×       | Sportcomplex "Zvezdniy", Asztrahán Nézőszám: 5000 Játékvezetők: Opava, Válek (CZE) |

| 2016. március 10. 20:00 | Portugália           | 24–23       | Törökország  | Pavilhao Municipal De S.Pedro Do SUL, São Pedro do Sul Nézőszám: 1025 Játékvezetők: Di Domenico, Fornasier (ITA) |
| 2016. március 10. 20:00 | Rodrigues, Correia 4 | (11–11)     | Demirçelen 7 | Pavilhao Municipal De S.Pedro Do SUL, São Pedro do Sul Nézőszám: 1025 Játékvezetők: Di Domenico, Fornasier (ITA) |
| 2016. március 10. 20:00 | 1× 3×                | Jegyzőkönyv | 1× 3×        | Pavilhao Municipal De S.Pedro Do SUL, São Pedro do Sul Nézőszám: 1025 Játékvezetők: Di Domenico, Fornasier (ITA) |

| 2016. március 12. 17:10 | Dánia    | 22–24       | Oroszország             | Arena Næstved, Næstved Nézőszám: 3011 Játékvezetők: Kékes, Kékes (HUN) |
| 2016. március 12. 17:10 | Hansen 6 | (8–14)      | Dmitrijeva, Vjahireva 4 | Arena Næstved, Næstved Nézőszám: 3011 Játékvezetők: Kékes, Kékes (HUN) |
| 2016. március 12. 17:10 | 4× 3×    | Jegyzőkönyv | 5× 2×                   | Arena Næstved, Næstved Nézőszám: 3011 Játékvezetők: Kékes, Kékes (HUN) |

| 2016. március 13. 16:00 | Törökország | 37–31       | Portugália | THF Spor Complex, Ankara Nézőszám: 550 Játékvezetők: Năstase, Stancu (ROU) |
| 2016. március 13. 16:00 | Yilmaz 11   | (17–18)     | Oliveira 7 | THF Spor Complex, Ankara Nézőszám: 550 Játékvezetők: Năstase, Stancu (ROU) |
| 2016. március 13. 16:00 | 3× 3×       | Jegyzőkönyv | 2× 3×      | THF Spor Complex, Ankara Nézőszám: 550 Játékvezetők: Năstase, Stancu (ROU) |

| 2016. június 1. 20:00 | Törökország    | 23–26       | Dánia       | Rize 3000 Seyircili Spor Salonu, Rize Nézőszám: 1000 Játékvezetők: Scevola, Alperan (ITA) |
| 2016. június 1. 20:00 | İskenderoğlu 8 | (11–12)     | Jørgensen 6 | Rize 3000 Seyircili Spor Salonu, Rize Nézőszám: 1000 Játékvezetők: Scevola, Alperan (ITA) |
| 2016. június 1. 20:00 | 2× 3×          | Jegyzőkönyv | 4× 3×       | Rize 3000 Seyircili Spor Salonu, Rize Nézőszám: 1000 Játékvezetők: Scevola, Alperan (ITA) |

| 2016. június 2. 19:45 | Portugália | 22–25       | Oroszország         | PavilhaoMunicipal das Travessas, São João da Madeira Nézőszám: 1000 Játékvezetők: Brkic, Jusufhodzic (AUT) |
| 2016. június 2. 19:45 | Oliveira 5 | (6–13)      | Szkorobogatcsenko 6 | PavilhaoMunicipal das Travessas, São João da Madeira Nézőszám: 1000 Játékvezetők: Brkic, Jusufhodzic (AUT) |
| 2016. június 2. 19:45 | 4× 3×      | Jegyzőkönyv | 4× 3×               | PavilhaoMunicipal das Travessas, São João da Madeira Nézőszám: 1000 Játékvezetők: Brkic, Jusufhodzic (AUT) |

| 2016. június 5. 16:00 | Oroszország             | 37–25       | Törökország | Palace of Sports "Olimp" Krasnodar, Krasznodar Nézőszám: 2200 Játékvezetők: Argyridis, Mouttas (CYP) |
| 2016. június 5. 16:00 | Bobrovnyikova, Iljina 6 | (21–14)     | Yılmaz      | Palace of Sports "Olimp" Krasnodar, Krasznodar Nézőszám: 2200 Játékvezetők: Argyridis, Mouttas (CYP) |
| 2016. június 5. 16:00 | 3× 3×                   | Jegyzőkönyv | 4× 3×       | Palace of Sports "Olimp" Krasnodar, Krasznodar Nézőszám: 2200 Játékvezetők: Argyridis, Mouttas (CYP) |

| 2016. június 5. 17:10 | Dánia    | 33–17       | Portugália | Ceres Arena, Aarhus Nézőszám: 2834 Játékvezetők: Praštalo, Todorović (BIH) |
| 2016. június 5. 17:10 | Okkels 7 | (11–7)      | Correia 4  | Ceres Arena, Aarhus Nézőszám: 2834 Játékvezetők: Praštalo, Todorović (BIH) |
| 2016. június 5. 17:10 | 2× 1×    | Jegyzőkönyv | 4× 3×      | Ceres Arena, Aarhus Nézőszám: 2834 Játékvezetők: Praštalo, Todorović (BIH) |

### 7-es csoport
| #  | Csapat        | M | Gy | D | V | G+  | G–  | Gk  | P  |
| -- | ------------- | - | -- | - | - | --- | --- | --- | -- |
| 1. | Franciaország | 6 | 6  | 0 | 0 | 162 | 113 | +49 | 12 |
| 2. | Németország   | 6 | 4  | 0 | 2 | 149 | 128 | +21 | 8  |
| 3. | Izland        | 6 | 1  | 0 | 5 | 112 | 153 | –41 | 2  |
| 4. | Svájc         | 6 | 1  | 0 | 5 | 122 | 151 | –29 | 2  |

| 2015. október 7. 19:30 | Németország      | 29–18       | Svájc     | HUK-Coburg arena, Coburg Nézőszám: 2,024 Játékvezetők: Panayides, Andreou (CYP) |
| 2015. október 7. 19:30 | Naidzinavicius 6 | (13–10)     | Scherer 6 | HUK-Coburg arena, Coburg Nézőszám: 2,024 Játékvezetők: Panayides, Andreou (CYP) |
| 2015. október 7. 19:30 | 2× 3×            | Jegyzőkönyv | 3× 3×     | HUK-Coburg arena, Coburg Nézőszám: 2,024 Játékvezetők: Panayides, Andreou (CYP) |

| 2015. október 8. 19:00 | Franciaország   | 27–17       | Izland         | Azur Arena, Antibes Nézőszám: 2,800 Játékvezetők: Álvarez, Bustamente |
| 2015. október 8. 19:00 | three players 4 | (11–8)      | four players 3 | Azur Arena, Antibes Nézőszám: 2,800 Játékvezetők: Álvarez, Bustamente |
| 2015. október 8. 19:00 | 3× 2×           | Jegyzőkönyv | 4× 3×          | Azur Arena, Antibes Nézőszám: 2,800 Játékvezetők: Álvarez, Bustamente |

| 2015. október 11. 15:00 | Svájc     | 19–28       | Franciaország | Sporthalle Birsfelden, Birsfelden Nézőszám: 950 Játékvezetők: Cindrić, Gonzurek (CRO) |
| 2015. október 11. 15:00 | Scherer 7 | (10–15)     | Houette 7     | Sporthalle Birsfelden, Birsfelden Nézőszám: 950 Játékvezetők: Cindrić, Gonzurek (CRO) |
| 2015. október 11. 15:00 | 3× 3×     | Jegyzőkönyv | 6× 3×         | Sporthalle Birsfelden, Birsfelden Nézőszám: 950 Játékvezetők: Cindrić, Gonzurek (CRO) |

| 2015. október 11. 16:00 | Izland        | 17–22       | Németország | Hlíðarendi, Reykjavík Nézőszám: 960 Játékvezetők: Christiansen, Hansen (DEN) |
| 2015. október 11. 16:00 | Knútsdóttir 4 | (11–12)     | S. Müller 7 | Hlíðarendi, Reykjavík Nézőszám: 960 Játékvezetők: Christiansen, Hansen (DEN) |
| 2015. október 11. 16:00 | 4× 2×         | Jegyzőkönyv | 1× 2×       | Hlíðarendi, Reykjavík Nézőszám: 960 Játékvezetők: Christiansen, Hansen (DEN) |

| 2016. március 9. 19:30 | Németország | 21–24       | Franciaország | EgeTrans Arena, Bietigheim Bissingen Nézőszám: 3375 Játékvezetők: Alpaidze, Berezkina (RUS) |
| 2016. március 9. 19:30 | S. Müller 7 | (10–9)      | Pineau 9      | EgeTrans Arena, Bietigheim Bissingen Nézőszám: 3375 Játékvezetők: Alpaidze, Berezkina (RUS) |
| 2016. március 9. 19:30 | 4× 3×       | Jegyzőkönyv | 1× 2×         | EgeTrans Arena, Bietigheim Bissingen Nézőszám: 3375 Játékvezetők: Alpaidze, Berezkina (RUS) |

| 2016. március 10. 20:00 | Svájc     | 22–21       | Izland        | Untersiggenthal Nézőszám: 1420 Játékvezetők: Antić, Jakovljević (SRB) |
| 2016. március 10. 20:00 | Scherer 5 | (9–10)      | Knutsdottir 6 | Untersiggenthal Nézőszám: 1420 Játékvezetők: Antić, Jakovljević (SRB) |
| 2016. március 10. 20:00 | 4× 2×     | Jegyzőkönyv | 4× 3×         | Untersiggenthal Nézőszám: 1420 Játékvezetők: Antić, Jakovljević (SRB) |

| 2016. március 12. 20:00 | Franciaország | 25–19       | Németország     | Le Parnasse, Nîmes Nézőszám: 3500 Játékvezetők: Brehmer, Skowronek (POL) |
| 2016. március 12. 20:00 | Pineau 8      | (13–9)      | három játékos 4 | Le Parnasse, Nîmes Nézőszám: 3500 Játékvezetők: Brehmer, Skowronek (POL) |
| 2016. március 12. 20:00 | 2× 3×         | Jegyzőkönyv | 4× 3×           | Le Parnasse, Nîmes Nézőszám: 3500 Játékvezetők: Brehmer, Skowronek (POL) |

| 2016. március 13. 16:30 | Izland                     | 20–19       | Svájc  | Íþróttamiðstöð Hauka, Hafnarfjörður Nézőszám: 485 Játékvezetők: Florescu, Stoia (ROU) |
| 2016. március 13. 16:30 | Pekarskyte, Sturludóttir 3 | (10–9)      | Frey 5 | Íþróttamiðstöð Hauka, Hafnarfjörður Nézőszám: 485 Játékvezetők: Florescu, Stoia (ROU) |
| 2016. március 13. 16:30 | 2× 3×                      | Jegyzőkönyv | 4× 3×  | Íþróttamiðstöð Hauka, Hafnarfjörður Nézőszám: 485 Játékvezetők: Florescu, Stoia (ROU) |

| 2016. június 1. 19:00 | Svájc   | 23–25       | Németország | Sporthalle Kreuzbleiche, St. Gallen Nézőszám: 1479 Játékvezetők: Rakytina, Tkachuk (UKR) |
| 2016. június 1. 19:00 | Hodel 7 | (14–14)     | Huber 8     | Sporthalle Kreuzbleiche, St. Gallen Nézőszám: 1479 Játékvezetők: Rakytina, Tkachuk (UKR) |
| 2016. június 1. 19:00 | 6× 3×   | Jegyzőkönyv | 1× 3×       | Sporthalle Kreuzbleiche, St. Gallen Nézőszám: 1479 Játékvezetők: Rakytina, Tkachuk (UKR) |

| 2016. június 1. 20:00 | Izland        | 16–30       | Franciaország | Valshöllin, Reykjavík Nézőszám: 450 Játékvezetők: Jaškins, Žabko (LAT) |
| 2016. június 1. 20:00 | Knutsdottir 7 | (7–15)      | Dembélé 6     | Valshöllin, Reykjavík Nézőszám: 450 Játékvezetők: Jaškins, Žabko (LAT) |
| 2016. június 1. 20:00 | 2× 2×         | Jegyzőkönyv | 2×            | Valshöllin, Reykjavík Nézőszám: 450 Játékvezetők: Jaškins, Žabko (LAT) |

| 2016. június 4. 20:00 | Franciaország | 28–21       | Svájc     | Beauvais Nézőszám: 2000 Játékvezetők: Di Domenico, Fornasier (ITA) |
| 2016. június 4. 20:00 | Lacrabère 6   | (15–8)      | Scherer 6 | Beauvais Nézőszám: 2000 Játékvezetők: Di Domenico, Fornasier (ITA) |
| 2016. június 4. 20:00 | 3× 2×         | Jegyzőkönyv | 4× 3×     | Beauvais Nézőszám: 2000 Játékvezetők: Di Domenico, Fornasier (ITA) |

| 2016. június 5. 17:00 | Németország | 33–21       | Izland                          | Porsche-Arena, Stuttgart Nézőszám: 2308 Játékvezetők: Thomassen, Schmack (BEL) |
| 2016. június 5. 17:00 | Lang 7      | (15–9)      | Kjærnested, Karen Knútsdóttir 4 | Porsche-Arena, Stuttgart Nézőszám: 2308 Játékvezetők: Thomassen, Schmack (BEL) |
| 2016. június 5. 17:00 | 1× 2×       | Jegyzőkönyv | 1×                              | Porsche-Arena, Stuttgart Nézőszám: 2308 Játékvezetők: Thomassen, Schmack (BEL) |